# Nuoto ai II Giochi del Mediterraneo
Il nuoto ai Giochi del Mediterraneo 1955 ha visto lo svolgimento di 8 gare, tutte maschili.

## Medagliere
| Posizione | Paese   |   |   |   | Totale |
| --------- | ------- | - | - | - | ------ |
| 1         | Francia | 8 | 2 | 2 | 12     |
| 2         | Italia  | 0 | 4 | 3 | 7      |
| 3         | Spagna  | 0 | 1 | 3 | 4      |
| 4         | Egitto  | 0 | 1 | 0 | 1      |

## Podi

### Uomini
| Gara                 | Oro                                                                | Tempo   | Argento                                                            | Tempo   | Bronzo                                                                | Tempo   |
| Stile libero         |                                                                    |         |                                                                    |         |                                                                       |         |
| 100 m                | Aldo Eminente                                                      | 59”7    | Abdel Aziz El-Shafei                                               | 1'00”2  | Alfonso Buonocore                                                     | 1'00”4  |
| 400 m                | Jean Boiteux                                                       | 4'42”2  | Angelo Romani                                                      | 4'42”4  | Guy Montserret                                                        | 4'49”5  |
| 1500 m               | Jean Boiteux                                                       | 19'14”1 | Jacques Collignon                                                  | 19'31”4 | Guy Montserret                                                        | 19'40”0 |
| Dorso                |                                                                    |         |                                                                    |         |                                                                       |         |
| 100 m                | Gilbert Bozon                                                      | 1'06"2  | Gérard Coignot                                                     | 1'09"5  | Egidio Massaria                                                       | 1'10"6  |
| Rana                 |                                                                    |         |                                                                    |         |                                                                       |         |
| 200 m                | Hugues Broussard                                                   | 2'47”8  | Jesús Domínguez                                                    | 2'52”2  | Roberto Lazzari                                                       | 2'52"3  |
| Farfalla             |                                                                    |         |                                                                    |         |                                                                       |         |
| 200 m                | Maurice Lusien                                                     | 2'41”7  | Roberto Lazzari                                                    | 2'44”3  | Eduardo Ley                                                           | 2'44"9  |
| Staffette            |                                                                    |         |                                                                    |         |                                                                       |         |
| 4x200 m stile libero | FranciaGuy Montserret Aldo Eminente Alex Jany Jean Boiteux         | 9'03”8  | ItaliaEgidio Massaria Guido Elmi Gianni Paliaga Angelo Romani      | 9'13”3  | SpagnaManuel Guerra Agustín Gumbau Roberto Alberiche Enrique Granados | 9'19”4  |
| 4x100 m misti        | FranciaGilbert Bozon Hugues Broussard Maurice Lusien Aldo Eminente | 4'35”8  | ItaliaEgidio Massaria Roberto Lazzari Eugenio Gaglia Angelo Romani | 4'43”4  | SpagnaGonzález Jesús Dominguez Eduardo Ley Roberto Alberiche          | 4'47”0  |